# Noues-de-Sienne
Noues-de-Sienne es una comuna nueva francesa situada en el departamento de Calvados, de la región de Normandía.

## Historia
Fue creada el 1 de enero de 2017, en aplicación de una resolución del prefecto de Calvados de 6 de diciembre de 2016 con la unión de las comunas de Champ-du-Boult, Courson, Fontenermont, Le Gast, Le Mesnil-Benoist, Le Mesnil-Caussois, Mesnil-Clinchamps, Saint-Manvieu-Bocage, Saint-Sever-Calvados y Sept-Frères, pasando a estar el ayuntamiento en la antigua comuna de Saint-Sever-Calvados.

## Demografía
| Gráfica de evolución demográfica de Noues-de-Sienne entre 1800 y 2014 |
|                                                                       |

Los datos entre 1800 y 2013 son el resultado de sumar los parciales de las diez comunas que forman la nueva comuna de Noues-de-Sienne, cuyos datos se han cogido de 1800 a 1999, para las comunas de Champ-du-Boult, Courson, Fontenermont, Le Gast, Le Mesnil-Benoist, Le Mesnil-Caussois, Mesnil-Clinchamps, Saint-Manvieu-Bocage, Saint-Sever-Calvados y Sept-Frères de la página francesa EHESS/Cassini. Los demás datos se han cogido de la página del INSEE.

## Composición
| Comuna delegada      | Código INSEE | Población (2013) | Superficie (km²) | Densidad (hab./km²) |
| -------------------- | ------------ | ---------------- | ---------------- | ------------------- |
| Champ-du-Boult       | 14151        | 379              | 13.85            | 27                  |
| Courson              | 14192        | 432              | 16.70            | 26                  |
| Fontenermont         | 14279        | 142              | 2.79             | 51                  |
| Le Gast              | 14296        | 217              | 12.74            | 17                  |
| Le Mesnil-Benoist    | 14415        | 50               | 2.62             | 19                  |
| Le Mesnil-Caussois   | 14416        | 127              | 4.22             | 30                  |
| Mesnil-Clinchamps    | 14417        | 969              | 15.33            | 63                  |
| Saint-Manvieu-Bocage | 14611        | 545              | 11.78            | 46                  |
| Saint-Sever-Calvados | 14658        | 1248             | 27.92            | 45                  |
| Sept-Frères          | 14671        | 383              | 9.63             | 40                  |